# Prometeo (árbol)
Prometeo (también conocido como WPN-114) era un pino de la especie Great Basin Bristlecone Pine (Pinus longaeva), situado en una zona montañosa al este del estado de Nevada en Estados Unidos, que tenía cerca de 5000 años de edad cuando fue talado en 1964.
Constituye el organismo no perteneciente a una colonia clonal más antiguo conocido, con cerca de 5000 años de edad. El árbol fue cortado y derribado el 6 de agosto de 1964 por un estudiante graduado al servicio del departamento de Servicio Forestal de los Estados Unidos con propósitos de investigación científica. La decisión de su tala sigue siendo objeto de controversia muchos años después y existen diferentes versiones sobre los hechos. El nombre de «Prometeo» hace alusión a la figura mitológica griega de Prometeo, quien robó el fuego a los dioses y se lo dio a los humanos.

## Sobre el árbol

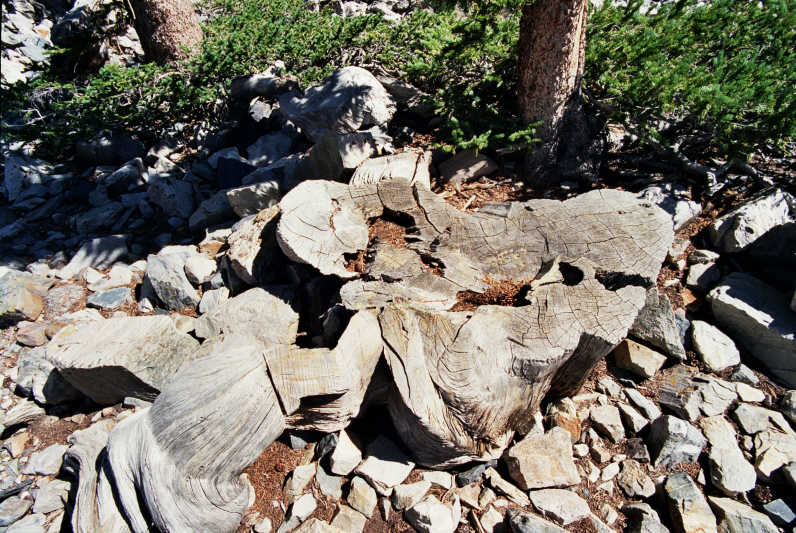
Tocón del árbol Prometeo.

El árbol formaba parte de una población de pinos bristlecone que crece en ribera lateral de un antiguo glaciar del pico Wheeler, al este de Nevada, en torno al cual se estableció, en 1986, el parque nacional de la Gran Cuenca (Great Basin National Park en inglés). La población de pinos bristlecone está al menos dividida en 2 subpoblaciones distintas, una de las cuales es accesible por una ruta conocida. Sin embargo, Prometeo creció en un área accesible fuera de esa ruta.
Entre 1958 y 1961, un grupo de naturalistas le dieron nombre a los especímenes más distintivos y grandes de esta arboleda, entre los que se incluía a Prometeo (“Prometeus” en inglés). La designación WPN-114 le fue dada por el investigador original Donald R. Currey, y se refería a él como el 114.º árbol muestreado por él para su investigación en el condado de White Pine, en Nevada.
El conteo de anillos en la sección del árbol realizada por Currey arrojó una cifra de 4844. Algunos años después, la cifra se elevó a 4862 al ser revisada por Donald Graybill, del Laboratorio de Investigación de Anillos de Árboles de la Universidad de Arizona. Sin embargo, este registro se realizó en una sección del tronco 2,5 metros por encima de la base del árbol, ya que los anillos más internos desaparecían por debajo de ese punto. Teniendo en cuenta los años requeridos para alcanzar esa altura, más una corrección según el número estimado de anillos perdidos —lo que no es raro en los árboles que crecen en línea—, es probable que el árbol tuviese al menos 5000 años de edad cuando fue talado. Esto lo convirtió en el organismo no clonado más viejo jamás conocido, sobrepasando la edad del árbol Matusalén del bosque White Mountains Schulman en California al que se le estima una edad superior a 4700 años.
Prometeo está considerado como el organismo más viejo no clonado (o rebrotado) jamás conocido, en contraste a otros como algunos arbustos de tipo creosota o álamos temblones. Estos dos últimos se reproducen mediante rebrotes que son estrictamente el mismo individuo, aunque ninguno de estos rebrotes alcance una edad particularmente alta. Bajo este segundo criterio, el organismo viviente más viejo es un álamo temblón localizado en Utah, conocido como Pando, con unos 80 000 años de edad. Prometeo es, pues, el organismo no clonado más viejo descubierto, con sus capas internas de más de 5000 años de edad. Es posible, sin embargo, que exista algún espécimen mayor cuya edad todavía no haya sido determinada. En los bristlecones es notoriamente difícil de determinar la edad, por su crecimiento retorcido, y además actualmente el corte de los árboles no está permitido.

### La tala del árbol

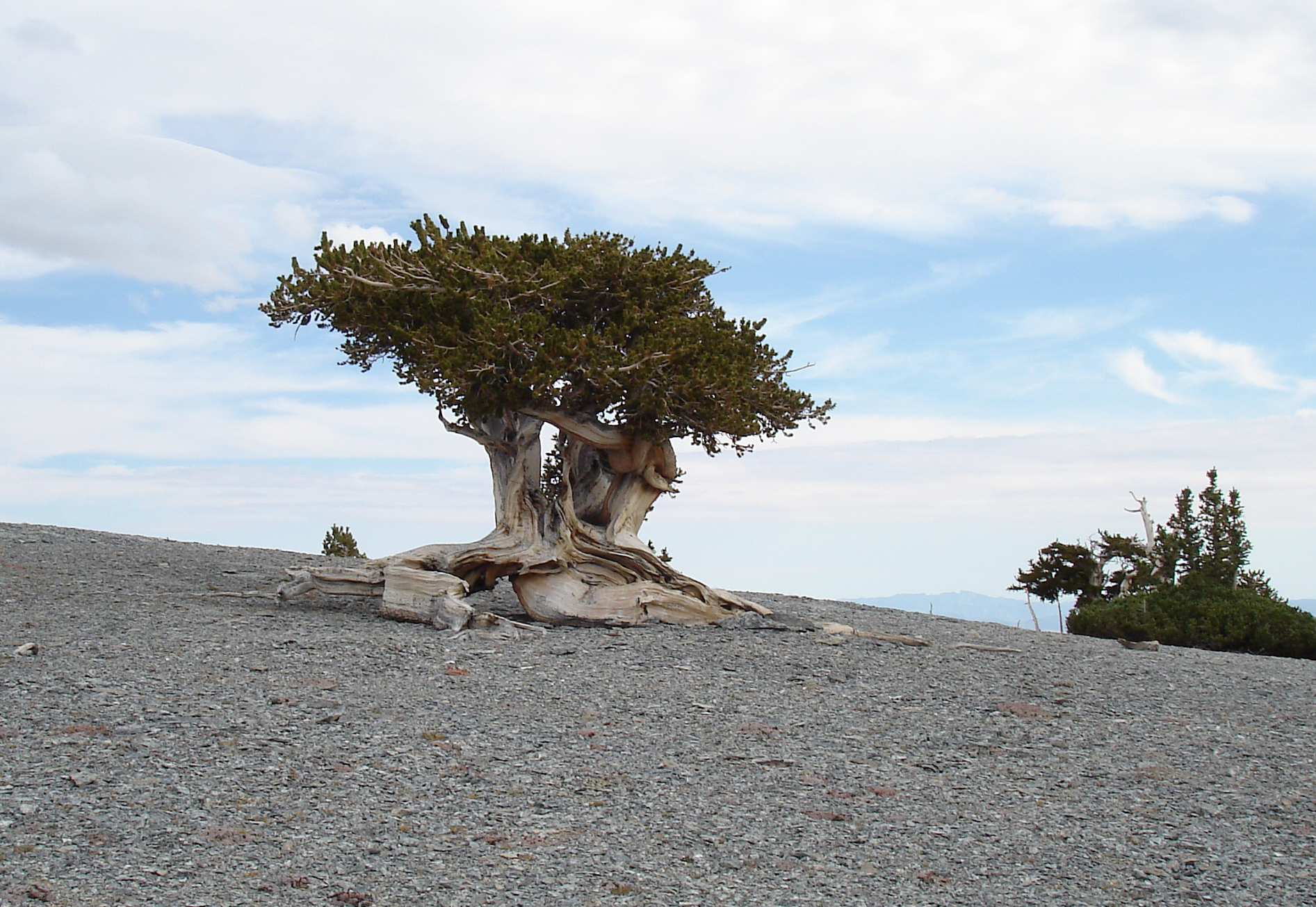
Un viejo ejemplar de pinus longaeva en el estado de Nevada, una posible apariencia de Prometeo antes de ser cortado. Actualmente todos los pinus longaeva están protegidos y la ubicación exacta del árbol Matusalén se mantiene en secreto.

En los años 1950 los dendrocronologistas hacían enormes esfuerzos para encontrar la especie más vieja de árbol, para usar el análisis de anillos para distintos propósitos de investigación, tales como el clima en periodos anteriores, la datación de yacimientos arqueológicos, y la cuestión principal de encontrar a los seres vivos más viejos del planeta. Los pinos Bristlecone de White Mountains (California) fueron descubiertos por Edward Shulman, quien los consideró la especie más vieja conocida. Esto alentó el interés en encontrar pinos de esta especie, posiblemente más viejos que el árbol Matusalén, para el que Shulman estimó una edad de 4700 años.
Donald R. Currey era un estudiante graduado en la Universidad de Carolina del Norte en Chapel Hill, que estudiaba la dinámica climática del evento histórico llamado La pequeña Edad de Hielo usando las técnicas de la dendrocronología. En 1963 conoció la existencia de la población de Bristlecones en Snake Range y en el pico Wheeler en particular. Basándose en el tamaño, la tasa de crecimiento y la forma de algunos de los árboles, quedó convencido de que en la montaña se encontraban algunos especímenes muy viejos, estudiándolos y encontrando que algunos de ellos excedían los 3000 años de edad.
Aunque Currey no era capaz de obtener series continuas de capas superpuestas del WPN-114. Es aquí donde la historia diverge, no está claro si Currey solicitó, o el personal de Servicio Forestal sugirió, que cortara y seccionara el árbol en lugar de sólo tomar una muestra. Hay cierta incertidumbre sobre las razones por las que no podía limitarse a obtener sólo una muestra simple. Una versión señala que su perforador anular (broca especial) se rompió o quedó atascado en el interior del tronco y no podía conseguir otro antes del final de la temporada, otra versión indica que fueron dos y no uno, mientras que otra implica que una muestra simple era muy difícil de obtener y que tampoco arrojaría información definitiva en comparación con una sección completa del tronco del árbol. Adicionalmente, existen opiniones encontradas acerca de la existencia única e irrepetible de Prometeo dentro de la arboleda de Wheeler Peak, ya que se reporta que Currey o el personal de servicio Forestal que aprobó el corte creyeron que el árbol era uno de tantos de los vetustos árboles que conforman la arboleda, mientras que otros o al menos uno de los personajes involucrados en la decisión de derribar el árbol cree que el pino era claramente único y obviamente el más viejo de todos los del área, y además acota que Currey conocía de este hecho en su momento, mientras que no se sabe de admisión alguna de Currey mismo en el sentido de que supiese esto. Muchos otros han sostenido que el árbol era obviamente el más viejo.
Otra incertidumbre es por qué un árbol de tal edad le daría a Currey datos relacionados al tema que investigaba (la Pequeña edad de hielo). Ya que esta ocurrió hace no más de 600 años, muchos otros árboles le hubieran proporcionado presumiblemente también información relacionada con este periodo, sin embargo, el informe original de Currey del año 1965 se refiere a la Pequeña edad de hielo como el periodo que abarca desde 2000 a. C. hasta el presente.

## Consecuencias del corte del árbol
Se argumenta que el corte del árbol fue un importante factor en el movimiento de protección de los pinos de conos erizados en general, y a la población de pinos longevos localizada en el pico Wheeler en particular. Ya se había desarrollado un movimiento para proteger la montaña y las áreas contiguas en el parque antes de que el árbol fuera cortado, y en 1986 el área obtuvo el estatus de parque nacional.
El árbol de esta especie más anciano tras Prometeo es el conocido como "Matusalén". La ubicación exacta de este ejemplar se mantiene en secreto por el Servicio Forestal de los Estados Unidos. Debido a la importancia de la especie en investigación dendrocronológica, todos los pinos longevos vivos o caídos están actualmente protegidos.